# Большой Кичмай
Большо́й Кичма́й (адыг. Шэхэкӏэйшху, Кӏыщмай) — аул в Лазаревском районе муниципального образования «город-курорт» Сочи Краснодарского края. Административный центр Кичмайского сельского округа.

## География

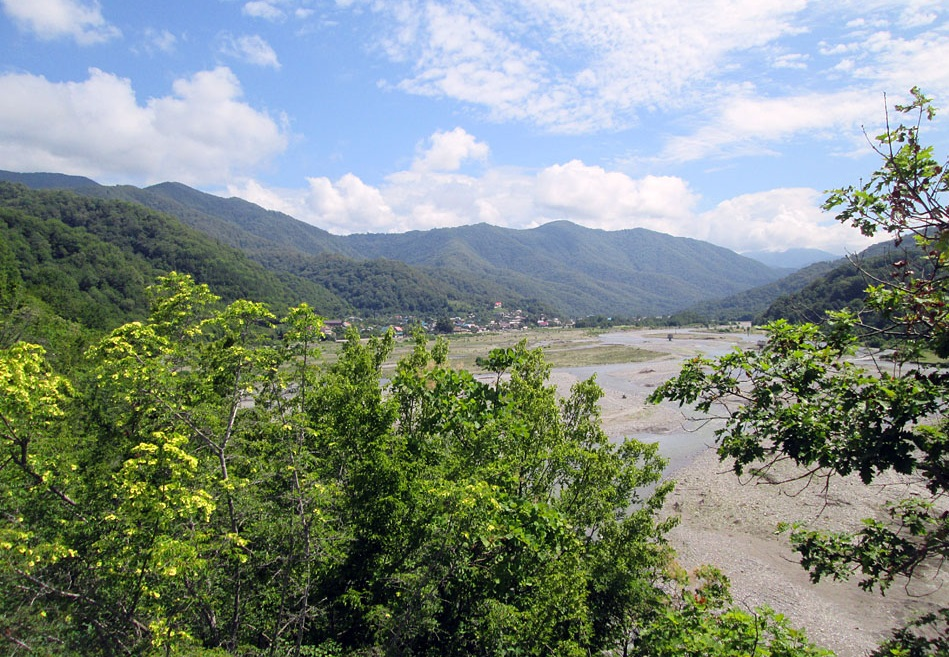
Вид на аул и долину реки Шахе

Аул расположен в центральной части Большого Сочи, на правом берегу реки Шахе. Находится в 31 км к юго-востоку от посёлка Лазаревское, в 47 км к северо-западу от Центрального Сочи и в 254 км к югу от города Краснодар (по дороге). Населённый пункт расположен в 6 км к востоку от устья реки и черноморского побережья.
Через аул проходит автодорога 03К-446 ведущая от посёлка Лазаревское до среднего течения реки Шахе.
Граничит с землями населённых пунктов: Малый Кичмай на юге и Ахинтам на юго-западе.
Большой Кичмай расположен в предгорной зоне причерноморского побережья. Рельеф местности в основном холмистый на территории аула и гористый в его окрестностях. Населённый пункт с трёх сторон окружён склонами хребтов с густым смешанным лесом. На юге аул выходит к приречной долине реки Шахе. Средние высоты на территории аула составляют 242 метров над уровнем моря. К северо-востоку от аула возвышается высшая точка местности — гора Межвейс (954 м).
Гидрографическая сеть представлена бассейном реки Шахе. Выше аула в Шахе впадает его крупнейший правый приток — Кичмай, а также множество более мелких рек. Во время обильных дождей, возникают временные речки стекающие со склонов хребтов. Также имеются различные источники родниковых и минеральных вод.
На территории населённого пункта развиты серо-лесные почвы с горным чернозёмом, считающиеся одним из наиболее плодородных на территории России.
Климат на территории населённого пункта влажный субтропический. Среднегодовая температура воздуха составляет около +13,7°С, со средними температурами июля около +24,2°С, и средними температурами января около +6,2°С. Среднегодовое количество осадков составляет около 1420 мм. Основная часть осадков выпадает в зимний период.

## Этимология
Топоним Кичмай (адыг. Кӏыщмай) в переводе означает «кузня» или «местность кузнецов». По другим данным в названии топонима лежит адыгское имя — Кичим (адыг. Кӏыщым) с приставкой «ай», которая в адыгском языке указывает принадлежность.
Однако среди местного населения в основном используется иное название Большого и Малого Кичмая — Шэхэкӏэй, что в переводе означает «долина реки Шахе». Этим географическим термином ранее обозначалась вся прилегающая к реке долина и являлся собирательным обозначением для всех шапсугских селений, которые до завершения Кавказской войны тянулись вдоль реки на десятки километров вверх по ущелью.

## История
До 1864 году на месте современного аула располагались родовые кварталы, которые являлись частью единого сплошного аула Шахачей (адыг. Шэхэкӏэй), охватывавшей всю долину реки Шахе вплоть до её верховьев.
После завершения Кавказской войны, практически всё уцелевшее местное население было выселено в Османскую империю за нежелание признавать над собой власть русского царя и военной русской администрации. Некоторые горцы скрылись в труднодоступных горных ущельях Причерноморья. В 1865 году были созданы линейные батальоны, чьей задачей было вытеснение продолжавших скрываться в горах черкесов и их дальнейшее выселение в Турцию или за Кубань.
В 1876 году под надзором одной из рот Кавказского батальона, на правый берег реки Шахе было переселено несколько пленённых семей хакучинцев, скрывавшихся в верховьях реки Кудепста. Сюда же были переселены жители аула Псахо, основанного в 1870 году в долине одноимённой реки. Этот год считается датой образования современного аула.
Вновь образованное шапсугское селение получило официальное название Кичмай по имени речки, впадающей справа в реку Шахе в 5-6 км выше аула. Первыми переселенцами нового аула были родовые фамилии Кобль, Кобж, Хушт и Гвашевых.
По данным на 1890 год, аул числился в составе Сочинского участка Черноморского округа. В нём насчитывалось 47 дворов с общей численностью населения в 309 человек. На начало 1901 года в ауле числилось 174 постоянных жителей и 92 временных.
С 30 июня 1920 года по 18 мая 1922 года аул Большой Кичмай числился в составе Сочинского округа Туапсинского отдела Кубано-Черноморской области.
В сентябре 1924 года аул Большой Кичмай включён в состав новообразованного Шапсугского национального района Северо-Кавказского края (в 1934—1937 Азово-Черноморского края, с 1937 — в Краснодарском крае). В 1945 году Шапсугский район реорганизован и переименован в Лазаревский район Краснодарского края.
10 февраля 1961 года Лазаревский район включён в состав города-курорта Сочи, как один из его внутригородских районов.
26 декабря 1962 года аул Большой Кичмай был передан в состав Туапсинского сельского района. 16 января 1965 года населённый пункт возвращён в состав Лазаревского внутригородского района города Сочи. В том же году аул избран административным центром Кичмайского сельского округа образованного в составе города-курорта Сочи.
Ныне основное население аула составляют хакучинцы, разговаривающие на шапсугском поддиалекте адыгейского языка, который считается наиболее архаичным из сохранившихся адыгских (черкесских) диалектов.
Выше аула сохранились многочисленные следы бывших черкесских аулов (фундаменты строений, могилы, плодовые деревья и др.). Среди них сохранились названия аулов — Хакухабль, Гвашехабль, Мэфапэ, Мэгухабль, Пух-цикутам, Батыфо, Баицук, Чокодоку, Кичмай и другие.

## Население
| 2002 | 2010 |
| ---- | ---- |
| 723  | ↗724 |

Национальный состав
По данным Всероссийской переписи населения 2010 года:
| Народ   | Численность, чел. | Доля от всего населения, % |
| ------- | ----------------- | -------------------------- |
| адыги   | 630               | 84,5 %                     |
| русские | 70                | 12,5 %                     |
| другие  | 26                | 3,0 %                      |
| всего   | 764               | 100 %                      |

По данным Всероссийской переписи населения 2021 года:
| Народ             | Численность, чел. | Доля от всего населения, % |
| ----------------- | ----------------- | -------------------------- |
| Адыги (Черкесы)   | 668               | 80,00 %                    |
| Русские           | 157               | 18,80 %                    |
| другие/не указано | 10                | 1,20 %                     |
| всего             | 835               | 100,0 %                    |

## Образование

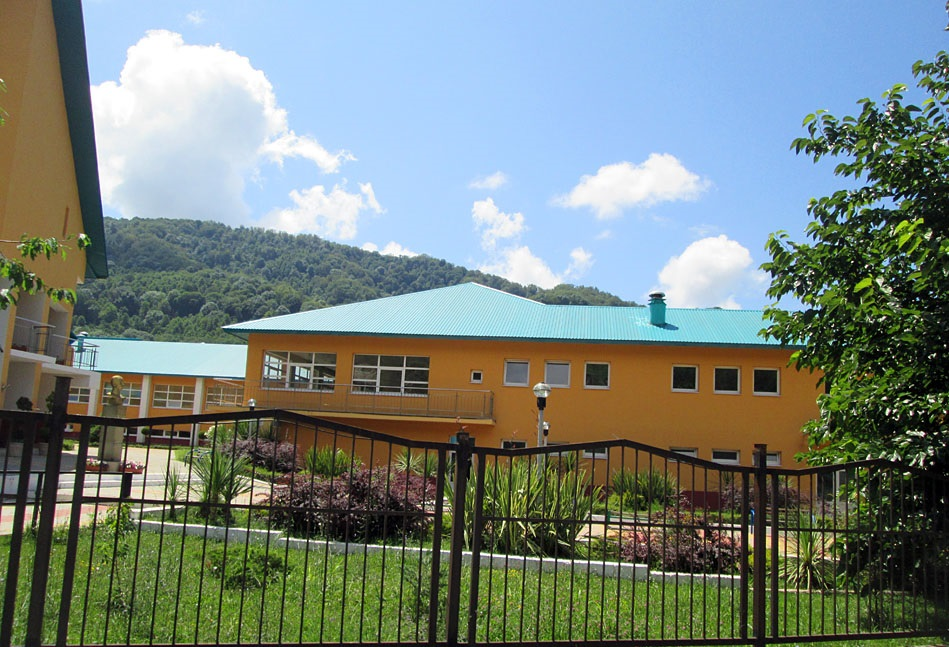
Средняя школа в ауле

- Средняя общеобразовательная школа № 90 — ул. Ачмизова, 102.
- Начальная школа Детский Сад № 124 — ул. Ачмизова, 46.

## Здравоохранение
- Фельдшерско-акушерский пункт — ул. Ачмизова, 58А.

## Ислам

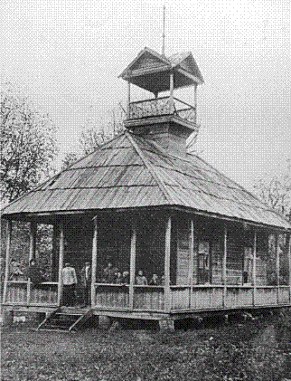
Мечеть аула в начале XX века

До 1930 года в ауле имелась деревянная соборная мечеть, куда на пятничную молитву съезжались мусульмане из других аулов долины реки Шахе. С началом атеистической политики в СССР, аульская мечеть была закрыта, а вскоре была разобрана, а на его месте был построен сельский клуб.
После распада СССР, аульчане долгое время не могли получить разрешения на строительство новой мечети в ауле. Только в последние годы, дело о строительстве новой мечети сдвинулась с застоя.

## Экономика
Основную роль в экономике аула играют садоводство, пчеловодство, скотоводство и виноградарство. В сфере садоводства главным образом развиты выращивания различных субтропических культур. К западу от аула разбиты чайные плантации. Выше по долине реки Шахе сохранились старые заброшенные сады, которые продолжают плодоносить и ныне носят название — «Старые Черкесские Сады».
Развивается сфера познавательно-экскурсионного туризма. В ауле имеются несколько этнографических музеев, рассказывающих о прежней истории и быте причерноморских адыгов.

## Достопримечательности
- Этнокомплекс «Мэздах»
- Памятник павшим в Великой Отечественной войне
- Памятник Айдамиру Ачмизову
- Стена памяти жертв Кавказской войны
- 33 водопада

## Улицы
Улицы:

| Ахинтам  |
| Ачмизова |

| Молокова |
| Никитина |

| Чаитх |
| Шахе  |

Переулки:

| Мамыр |

| Псынэчэч |

## Известные уроженцы
- Ачмизов Айдамир Ахмедович (1912-1942) — Герой Советского Союза. Погиб у аула Новкус-Артезиан, там же и похоронен.